# Baia de Arieș
Baia de Arieș là một thị xã thuộc hạt Alba, România. Dân số thời điểm năm 2002 là 4673 người.